# كونكا ديلا كامبانيا
كونكا ديلا كامبانيا، (بالإنجليزية: Conca della Campania)‏، (كامبانيا: Cónga Cambania)، هي (بلدية) في مقاطعة كازيرتا في المنطقة الإيطالية كامبانيا، وتقع على بعد حوالي 60 كم (37 ميل) شمال غرب نابولي وحوالي 40 كم (25 ميل) شمال غرب كازيرتا.

## السكان
في سنة 1861 بلغ عدد السكان 2٬523 نسمة، وتطور العدد ليصل في سنة 2011 لـ 1٬256 نسمة.
يظهر هذا المخطط البياني تطور النمو السكاني لـ كونكا ديلا كامبانيا